# Campanha iugoslava de 1991 na Croácia
A Campanha Iugoslava de 1991 na Croácia foi uma série de confrontos entre o Exército Popular Iugoslavo (JNA), a Marinha Iugoslava e a Força Aérea Iugoslava, e a Guarda Nacional Croata (ZNG) e depois o Exército Croata (HV) durante a Guerra da Independência da Croácia. O JNA foi originalmente mobilizado para preservar a Iugoslávia e o plano inicial da campanha implicava a ocupação militar da Croácia e a remoção da liderança croata eleita em 1990. A intervenção do JNA foi o culminar do seu envolvimento no confisco de armas da Defesa Territorial da Croácia e na revolta sérvia-croata que começou em agosto de 1990. Desde então, o JNA tem sido frequentemente destacado para formar uma zona tampão entre os insurgentes e o ZNG ou a polícia croata. Com efeito, estas zonas tampão do JNA garantiram muitas vezes as conquistas territoriais dos insurgentes e conduziram a uma relação cada vez mais hostil entre o JNA e a Croácia. O plano de campanha do JNA foi alterado pouco antes da campanha para incluir o alívio dos quartéis do JNA sitiados pelo ZNG. O cerco e a subsequente captura de várias instalações do JNA permitiram à Croácia armar as suas forças armadas, anteriormente mal equipadas, e equipar novos recrutas.
A campanha começou efetivamente em 20 de Setembro de 1991, apesar de já terem sido empreendidas ações ofensivas relativamente menores. No final do mês, sofreu sérios atrasos e escassez de mão de obra causada pela baixa participação nas convocações na Sérvia. No início de Outubro, os objetivos originais da campanha foram reduzidos à medida que o presidente sérvio Slobodan Milošević e os seus aliados obtiveram maior controlo do JNA. Posteriormente, os objectivos da campanha foram redefinidos para negar ao governo croata o acesso a partes da Croácia que continham populações sérvias substanciais e para proteger os sérvios croatas. A campanha culminou no final de novembro e início de dezembro com a Batalha de Vukovar e o Cerco de Dubrovnik. Um contra-ataque croata limitado e o desenvolvimento do HV levaram a um impasse no campo de batalha.
A situação estratégica permitiu o desenvolvimento do plano Vance – um cessar-fogo supervisionado pelas forças de manutenção da paz das Nações Unidas, concebido para criar condições para a resolução política do conflito na Croácia. O Acordo de Sarajevo, relativo à implementação do cessar-fogo, foi assinado em 2 de janeiro de 1992, pondo fim à campanha. No entanto, o JNA demorou mais alguns meses a retirar-se da Croácia, uma vez que foi substituído pelas forças de manutenção da paz da ONU. Só em 1991, o conflito causou mais de 7.000 mortes e o deslocamento interno de 400.000 a 600.000 pessoas. Mais de 1.700 pessoas continuam desaparecidas como resultado da campanha.

## Antecedentes
Em 1990, após a derrota eleitoral do governo da República Socialista da Croácia, as tensões étnicas aumentaram. O Exército Popular Iugoslavo (Jugoslovenska Narodna Armija – JNA) confiscou as armas da Defesa Territorial da Croácia (Teritorijalna obrana – TO) para minimizar a resistência potencial.  Em 17 de agosto, as tensões escalaram para uma revolta aberta dos sérvios croatas,  centrada nas áreas predominantemente povoadas por sérvios do interior da Dalmácia em torno de Knin,  partes das regiões de Lika, Kordun, Banovina e leste da Croácia.  Em Janeiro de 1991, a  Sérvia, apoiada pelo Montenegro e pelas províncias sérvias de Voivodina e Kosovo, fez duas tentativas infrutíferas para obter a aprovação da Presidência Iugoslava para enviar o JNA para desarmar as forças de segurança croatas.  Depois de um conflito sem derramamento de sangue entre insurgentes sérvios e a polícia especial croata em Março,  o JNA, apoiado pela Sérvia e pelos seus aliados, pediu à Presidência federal que lhe concedesse poderes em tempo de guerra e declarasse o estado de emergência. O pedido foi negado em 15 de março,  e no verão de 1991, o JNA ficou sob o controle do presidente sérvio Slobodan Milošević quando a federação iugoslava começou a desmoronar. 
Milošević tornou-se comandante de facto do JNA assim que garantiu o controle da presidência federal e através de sua influência sobre o ministro da defesa federal, general Veljko Kadijević, e o chefe do Estado-Maior do JNA, Blagoje Adžić.  Milošević, preferindo uma campanha destinada a expandir a Sérvia em vez de preservar a Iugoslávia, ameaçou publicamente substituir o JNA por um exército sérvio e declarou que já não reconhecia a autoridade da presidência federal. Esta ameaça fez com que o JNA abandonasse gradualmente os planos de preservação da Iugoslávia em favor da expansão da Sérvia.  No final do mês, o conflito tinha escalado e ocorreram as primeiras vítimas mortais.  O JNA interveio então para apoiar os insurgentes e impedir a intervenção da polícia croata.  No início de Abril, os líderes da revolta sérvia na Croácia declararam a sua intenção de integrar a área sob o seu controlo com a Sérvia. O Governo da Croácia considerou isto um acto de secessão. 
No início de 1991, a Croácia não tinha exército regular. Num esforço para reforçar a sua defesa, duplicou o número de polícias para cerca de 20.000. A parte mais eficaz da força foi a polícia especial de 3.000 homens, distribuída em 12 batalhões que adotaram princípios de organização militar. Além disso, havia 9.000–10.000 policiais de reserva organizados regionalmente; estes foram constituídos em 16 batalhões e 10 companhias independentes, mas as unidades careciam de armas.  Em maio, em resposta à deterioração da situação, o governo croata criou a Guarda Nacional Croata (Zbor narodne garde – ZNG), fundindo os batalhões especiais da polícia em quatro brigadas de guardas.  As brigadas de guardas compreendiam inicialmente cerca de 8.000 soldados e estavam subordinadas ao Ministério da Defesa chefiado pelo general reformado do JNA Martin Špegelj. A polícia regional, então ampliada para 40.000, também foi anexada à ZNG e reorganizada em 19 brigadas e 14 batalhões independentes. As brigadas de guardas eram as únicas unidades da ZNG totalmente equipadas com armas pequenas, enquanto faltavam armas mais pesadas e uma estrutura de comando e controle eficaz em toda a ZNG. Na altura, os stocks de armas croatas consistiam em 30.000 armas ligeiras compradas no estrangeiro, além de 15.000 anteriormente propriedade da polícia. Uma nova polícia especial de 10.000 homens foi criada para substituir o pessoal transferido para as brigadas de guardas da ZNG. 
A visão croata do papel do JNA na revolta sérvia evoluiu gradualmente entre Janeiro e Setembro de 1991. O plano inicial do presidente croata Franjo Tuđman era ganhar o apoio da Comunidade Europeia (CE) e dos Estados Unidos para a Croácia, e ele rejeitou o conselho para confiscar os quartéis e instalações de armazenamento do JNA no país. A posição de Tuđman foi motivada pela sua crença de que a Croácia não poderia vencer uma guerra contra o JNA. O ZNG limitou-se a um papel defensivo, embora as ações do JNA parecessem coordenadas com as forças sérvias croatas.  Esta impressão foi reforçada pelas zonas tampão que o JNA estabeleceu após conflitos armados entre a milícia sérvia-croata e a ZNG – o JNA interveio depois de o ZNG ter perdido terreno, deixando os sérvios croatas no controlo do território. Além disso, o JNA forneceu algumas armas aos sérvios croatas, embora a maior parte do armamento tenha sido fornecida pelos stocks do TO e do Ministério dos Assuntos Internos da Sérvia. Após o início da intervenção do JNA na Eslovênia, no final de Junho, os recrutas começaram a desertar do JNA e muito poucos foram convocados para os substituir, exceto na Sérvia. 

## Prelúdio

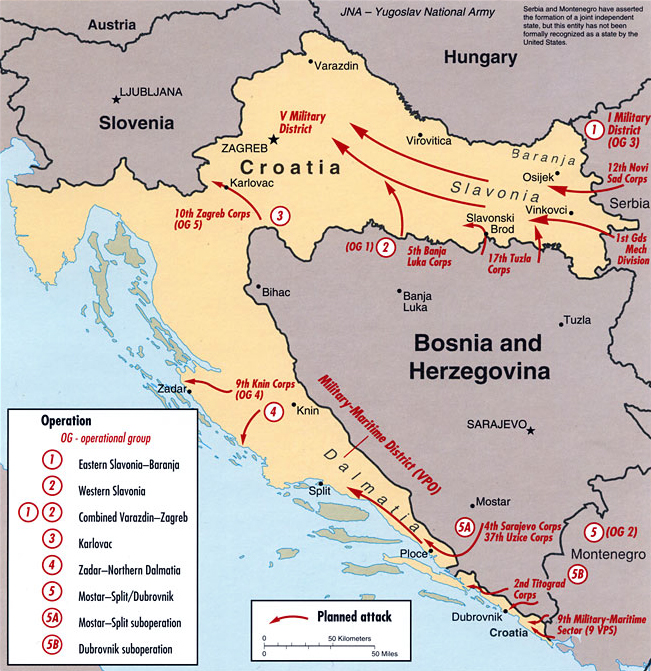
Mapa mostrando o plano da JNA para sua campanha de 1991 na Croácia

O JNA interveio diretamente contra a Croácia no início de Julho em Barânia, a norte da cidade de Osijek. Em 1 de agosto, expulsaram as forças croatas de Erdut, Aljmaš e Dalj, e de Baranja por volta de 22 de agosto.  Durante o verão de 1991, os militares sérvios croatas consolidaram-se no território sob seu controle. Em Banovina, Glina foi capturada do ZNG em 26 de julho. Nesse mesmo dia, duas esquadras de polícia croatas perto de Hrvatska Kostajnica foram capturadas, isolando a cidade.  Os ataques, codinome Operação Ferrão, foram realizados pela 7ª Divisão Banija, liderada pela polícia especial Knin liderada por Dragan Vasiljković.  No rescaldo da captura da esquadra da polícia de Kozibrod, as forças sérvias cometeram o primeiro assassinato em massa,  envolvendo a morte de dez polícias capturados e dezassete civis. 
O ZNG defendeu com sucesso Hrvatska Kostajnica até meados de setembro. Em Agosto, os sérvios croatas actuando sob o controlo operacional do JNA  entraram em confronto com o ZNG em torno de Osijek, Vukovar e Vinkovci, no leste da Eslavônia. Os combates no leste da Eslavônia levaram ao bloqueio do ZNG aos quartéis do JNA nessas cidades e à luta limitada contra as guarnições de lá. Na Eslavônia ocidental, a milícia sérvia-croata tentou avançar para Daruvar, mas foi impedida pelo ZNG na área ao redor de Okučani e ao sul de Pakrac antes que o JNA formasse ali uma zona tampão. Após estes combates, foi negado à Croácia o uso das principais rotas de transporte entre Zagreb e a Eslavónia. No norte da Dalmácia, o JNA iniciou vários confrontos com o ZNG e coordenou os seus avanços com as forças sérvias croatas. Estes ataques culminaram na captura de Kijevo em 26 de agosto e da Ponte Maslenica em 11 de setembro. A captura da ponte cortou a última ligação rodoviária remanescente entre a Dalmácia e o resto da Croácia.  No Verão de 1991, o desempenho da ZNG foi fraco porque lhe faltavam homens e armas e exercia comando e controlo inadequados. As tropas profissionais do ZNG foram melhor treinadas do que os seus oponentes, com exceção da polícia especial Knin criada pelo Serviço de Segurança do Estado da Sérvia. 
Em 1 de Setembro de 1991, Tuđman aceitou um cessar-fogo e uma conferência de paz propostos pela CE, apesar do seu ultimato exigindo que o JNA regressasse ao seu quartel até 31 de Agosto. Depois de a Presidência Iugoslava também o ter aceite, a conferência teve início em 7 de Setembro. Quatro dias depois, o membro croata e presidente da presidência federal, Stjepan Mesić, ordenou que o JNA regressasse ao seu quartel dentro de 48 horas.  A mudança foi motivada pela impressão de Tuđman de que a conferência teria continuado indefinidamente enquanto o ZNG perdia terreno. A ordem foi contestada por outros membros da presidência, mas deu à Croácia uma justificação para confrontar abertamente o JNA.  Em 14 de setembro, o ZNG e a polícia croata bloquearam e cortaram os serviços públicos de todas as instalações do JNA a que tinham acesso, dando início à Batalha do Quartel.  O ZNG bloqueou 33 grandes guarnições do JNA na Croácia,  e numerosas instalações mais pequenas, incluindo postos fronteiriços e depósitos de armazenamento de armas e munições. O ZNG rapidamente capturou instalações e depósitos isolados, bem como vários postos importantes do JNA, e apreendeu grandes quantidades de armas — incluindo a captura de estoques inteiros do 32º Corpo (Varaždin) do JNA e quase todas as armas confiscadas do TO da Croácia.  O JNA perdeu o controle de oito brigadas — incluindo uma brigada blindada e duas brigadas mecanizadas, e três regimentos de artilharia — enquanto forças adicionais no Quinto Distrito Militar do JNA e seu Distrito Militar-Marítimo permaneceram sitiadas.  O significado da Batalha do Quartel foi reforçado pela introdução de um embargo de armas das Nações Unidas (ONU) em 25 de Setembro.  Em setembro, Anton Tus foi nomeado Chefe do Estado-Maior General das Forças Armadas da República da Croácia. 

## Ordem de batalha

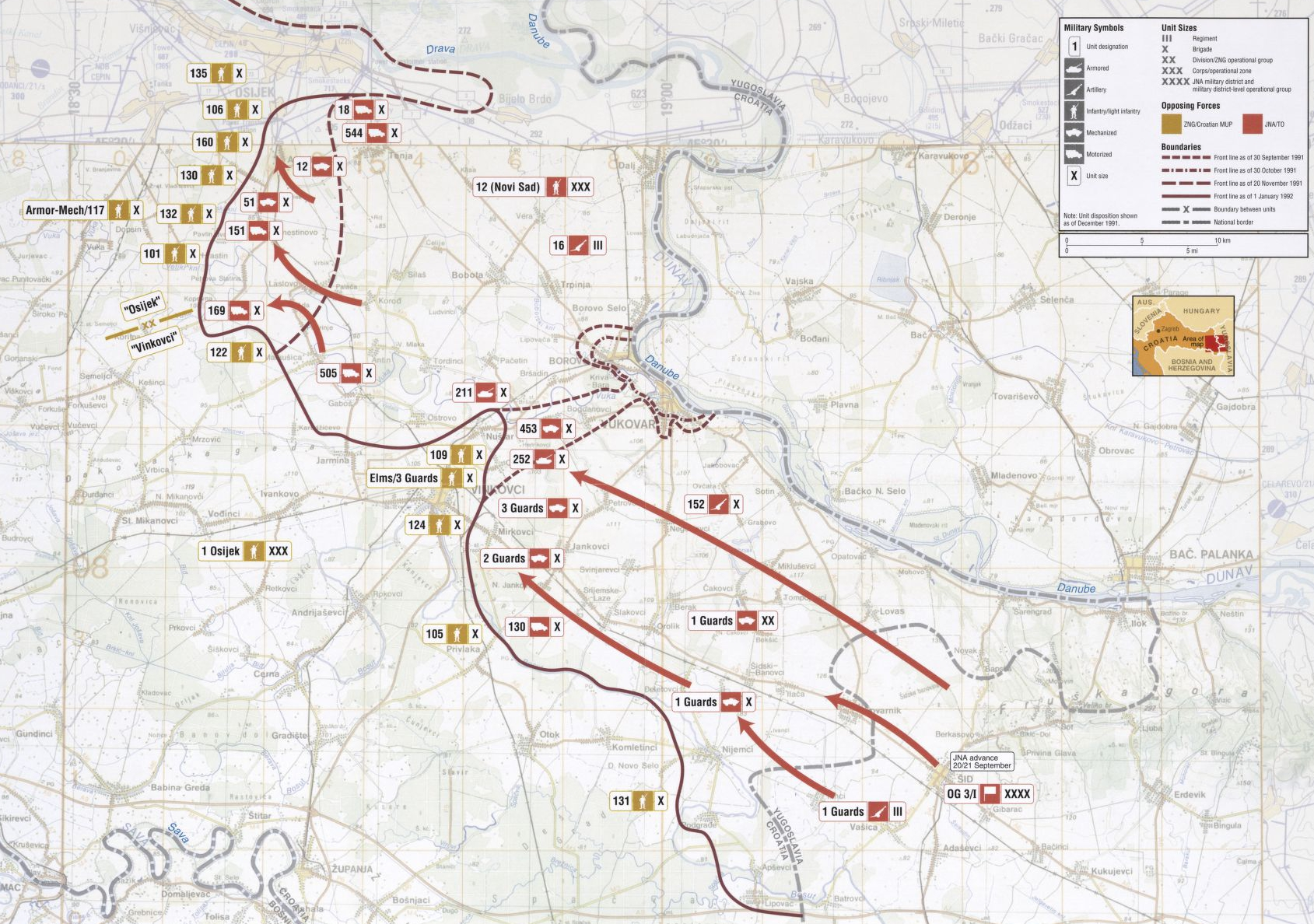
Mapa mostrando os combates no leste da Eslavônia, setembro de 1991 – janeiro de 1992

No início de setembro de 1991, o ZNG tinha 8.000 soldados em tempo integral e 40.000 soldados de reserva. As quatro brigadas de guardas de tropas em tempo integral eram as únicas unidades do ZNG totalmente equipadas com armas pequenas, mas mesmo elas careciam de armas pesadas. Uma força policial especial de 10.000 homens foi criada para substituir o pessoal transferido das unidades policiais especiais originais para as brigadas de guardas. Em Setembro, o arsenal de armas ligeiras croata consistia em 30.000 adquiridas no estrangeiro, além de 15.000 anteriormente propriedade da polícia.  A Batalha do Quartel resultou em um grande aumento no estoque de armas da ZNG - permitindo o armamento total de suas unidades existentes, o levantamento de 40-42 brigadas adicionais e a colocação em campo de um total de 200.000 soldados e 40.000 policiais até o final do ano.  O ZNG capturou 250 tanques, 400-500 peças de artilharia pesada, 180.000 armas pequenas e 2 000 000 tonelada longas (2 200 000 tonelada curtas) de munição. Além disso, 3.000 oficiais, a maioria croatas de nacionalidade, mudaram de aliança e deixaram o JNA para ingressar no ZNG.  Em 1991, o ZNG foi apoiado pelas Forças de Defesa Croatas (em croata:  Hrvatske obrambene snage, HOS) —uma milícia criada pelo Partido Croata dos Direitos. O partido afirmou ter cerca de 3.000 soldados, mas a polícia estimou em 250 milicianos armados. 
O JNA planejou uma mobilização de tropas em duas etapas. A primeira vaga de convocações foi realizada em Julho e pretendia intimidar a Croácia sem que fosse lançada uma ofensiva real e permitir o envio atempado de unidades cruciais.  Depois que a primeira fase da mobilização não conseguiu dissuadir as forças croatas, a segunda fase começou em 15 de setembro; foi recebida com uma recusa em grande escala por parte do pessoal mobilizado de se reportar às unidades designadas, deserções e uma falta geral de entusiasmo pela campanha. Isto resultou numa baixa disponibilidade de tropas, forçando o JNA a mobilizar menos unidades de infantaria e a abandonar algumas operações.  A resposta à mobilização foi particularmente fraca na Sérvia Central, onde apenas 26% dos convocados se apresentaram para o serviço. No entanto, em Setembro de 1991, o JNA dispensou recrutas que tinham completado os seus mandatos de serviço e atingiram 73% dos níveis de tropas planeados.  Os problemas de mobilização desmoralizaram as tropas e comandantes do JNA. Um pedido feito pelo comando geral do JNA a Milošević para uma mobilização geral para fortalecer os níveis de tropas foi negado porque ele não acreditava que a campanha fosse necessária nem viável.  Apesar dos problemas de mobilização, as forças do JNA e do TO mobilizadas em apoio à campanha consistiam em aproximadamente 145 mil soldados, 1 100 tanques, 700 outros veículos blindados e 1 980 peças de artilharia, apoiadas pela Força Aérea Iugoslava e pela Marinha. 

## Linha do tempo

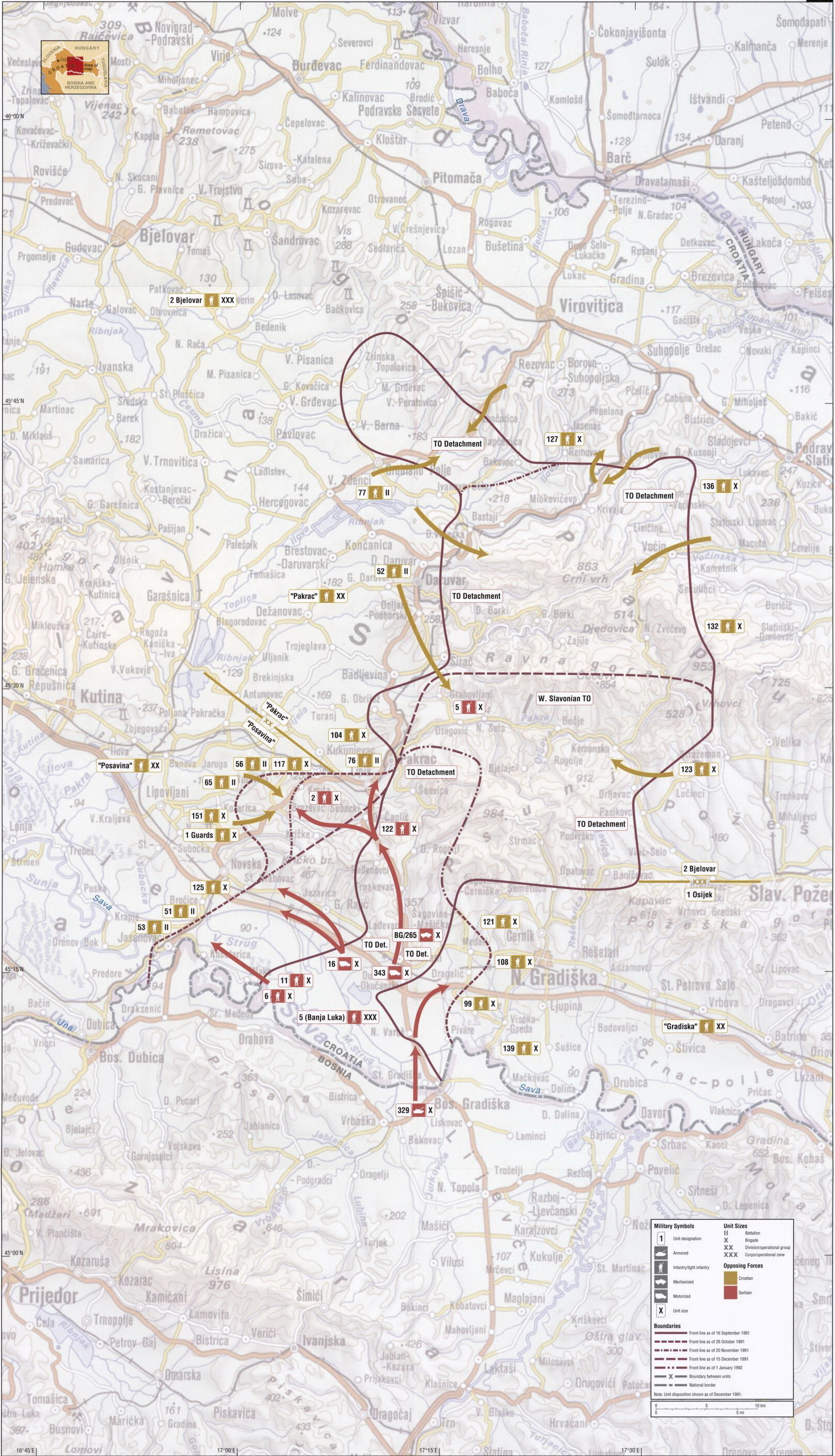
Mapa mostrando os combates no oeste da Eslavônia, setembro de 1991 – janeiro de 1992

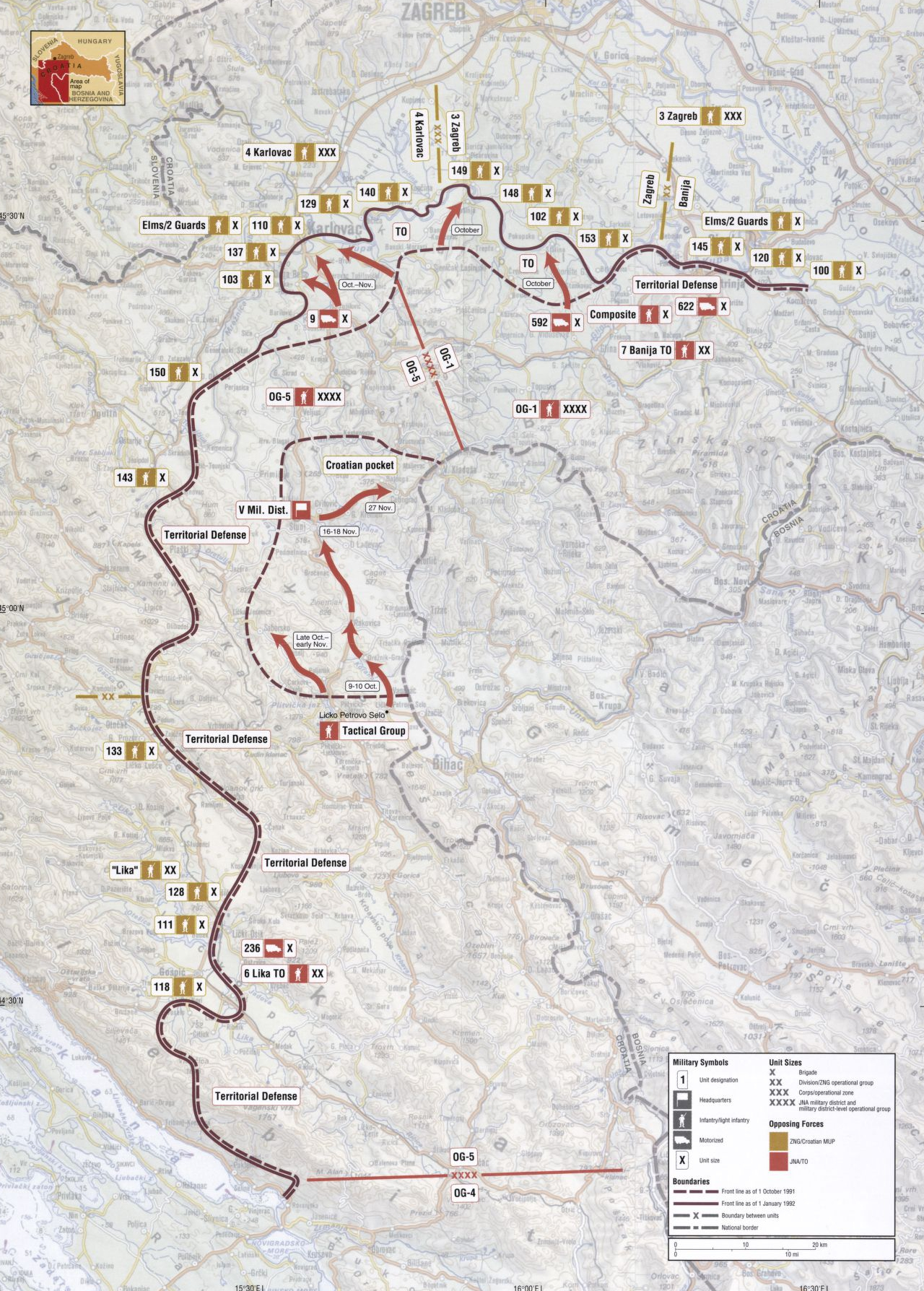
Mapa mostrando os combates nas regiões de Banovina, Kordun e Lika, outubro de 1991 – janeiro de 1992

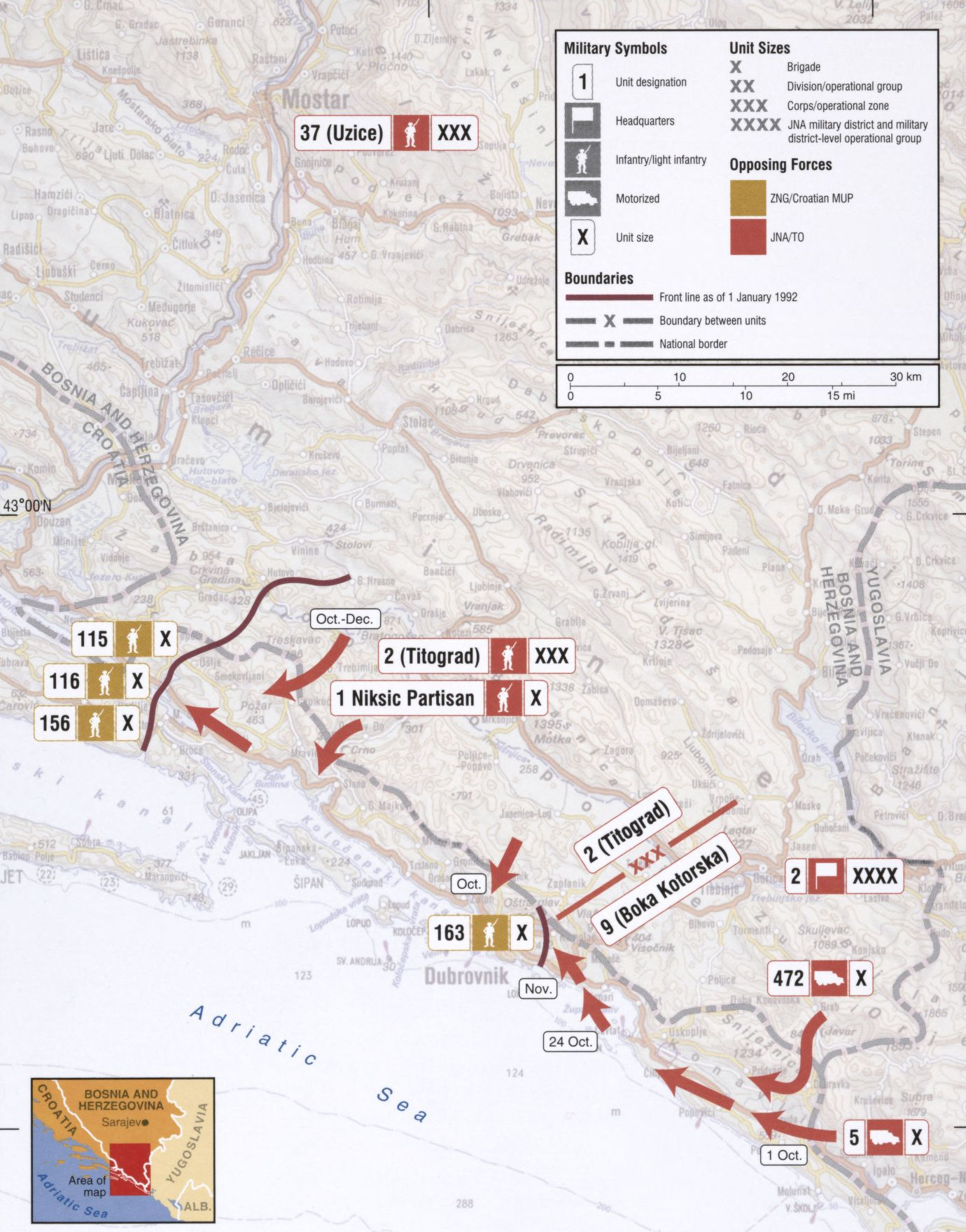
Mapa mostrando os combates na área de Dubrovnik, outubro de 1991 – janeiro de 1992

O JNA desenvolveu um plano para derrotar militarmente a Croácia, derrubar o seu governo e criar as condições necessárias para a continuação da existência da Iugoslávia. O plano foi alterado em Setembro de 1991 para acomodar o cerco às guarnições do JNA pelo ZNG, incorporando o levantamento do bloqueio nos objectivos da campanha. O plano envolvia cinco campanhas a nível de corpo de exército destinadas a impor um bloqueio aéreo e naval à Croácia, capturar o território povoado por sérvios e aliviar os quartéis sob o cerco do ZNG. Os eixos de ataque foram especificados como Gradiška–Virovitica, Bihać–Karlovac –Zagreb, Knin–Zadar e Mostar–Split. As forças blindadas e mecanizadas foram encarregadas de capturar o leste da Eslavônia e avançar para o oeste em direção a Zagreb e Varaždin.  Este foi identificado como o principal esforço da campanha.  Finalmente, foi planejado um bloqueio terrestre de Dubrovnik, juntamente com um avanço para oeste em direção ao rio Neretva para apoiar o avanço para Split.  O plano pode ter proposto a retirada do JNA para áreas povoadas por sérvios da Croácia ou de toda a Croácia após a conclusão dos objectivos, mas as fontes entram em conflito sobre essa questão. 

### Ofensiva de setembro
Na Eslavónia Oriental, o JNA respondeu ao cerco do ZNG à sua guarnição em Vukovar e, em 14 de Setembro de 1991, enviou tropas para socorrer o quartel.  Independentemente desse esforço, o principal impulso da campanha contra a Croácia estava inicialmente planeado para começar em 21 de Setembro. Esperava-se que o grupo operacional do sul do ataque, liderado pela 1ª Divisão Mecanizada de Guardas, levantasse o cerco do ZNG ao quartel do JNA em Vinkovci e alcançasse Našice e Slavonski Brod em dois a três dias. Nos quatro a cinco dias seguintes, esperava-se que o grupo alcançasse a linha Okučani–Suhopolje avançando pela estrada Đakovo–Požega e pela autoestrada Zagreb–Belgrado, evitando grandes centros populacionais. O grupo operacional do norte, subordinado ao 12º Corpo (Novi Sad), deveria avançar de Osijek para Našice e depois mais para oeste em direção a Bjelovar.  Os dois grupos operacionais receberam aproximadamente 57.000 soldados e 5.000 pessoal de apoio.  O 17º Corpo (Tuzla) foi provavelmente encarregado de cruzar o rio Sava — marcando a fronteira da Croácia — em Slavonski Brod e Slavonski Šamac para se juntar ao caminho para oeste ao longo da autoestrada, mas a travessia nunca ocorreu. 
A campanha foi antecipada um dia, para 20 de setembro. A mudança de cronograma fez com que a 1ª Divisão Mecanizada de Guardas do JNA se comprometesse com a batalha ao chegar ao leste da Eslavônia sem reconhecimento ou preparação. O engarrafamento resultante na estrada Šid–Tovarnik–Stari Jankovci impediu que as unidades de ponte chegassem ao rio Bosut. Isso, por sua vez, impediu a 1.ª Divisão de Guardas de atravessar o rio e confinou-a à área entre o Bosut e o Danúbio, a leste de Vinkovci. Além das unidades de transição, a divisão não recebeu a 80ª Brigada Motorizada — que parece ter se desintegrado antes de chegar à fronteira croata — e a 2ª Brigada Mecanizada de Guardas - vítima de bombardeio de fogo amigo na área entre Tovarnik e Ilača adjacente à fronteira. Várias unidades do Corpo de Novi Sad também se desintegraram quando o moral diminuiu após uma série de incidentes de fogo amigo. 
O Corpo de exército de Banja Luka foi encarregado do eixo principal de avanço de Okučani a Daruvar e Virovitica, no oeste da Eslavônia, e de um avanço secundário de Okučani em direção a Kutina.  Esta tarefa era consistente com a linha que se esperava que o impulso principal do JNA avançasse do leste em cerca de uma semana.  O Corpo já havia implantado um grupo de batalha da 265ª Brigada Mecanizada perto de Okučani para apoiar o avanço que começou em 21 de setembro e alcançou as Montanhas Papuk. O Corpo recebeu duas brigadas motorizadas e uma brigada de artilharia como reforços durante o avanço, mas os problemas de moral e deserções vividos no leste da Eslavônia também estiveram presentes no Corpo de Banja Luka. Num desses casos, a 130ª Brigada Mecanizada, enviada como reforço, foi reduzida a um batalhão de 280 homens em 29 de setembro.  O JNA foi detido pelo ZNG entre Novska, Nova Gradiška e Pakrac, embora algumas unidades da milícia croata sérvia tenham assumido posições em Bilogora e Papuk ao norte de Pakrac, perto de Virovitica, e em Slatina, sem apoio do JNA. 
O Corpo de Knin do JNA que já estava totalmente mobilizado e implantado, iniciou a campanha no norte da Dalmácia e no sul de Lika em 16 de setembro de 1991.  Capturou Drniš em 18 de setembro, mas sofreu derrotas em Pakovo Selo dois dias depois e perto de Šibenik em 22 de setembro, enquanto tentava capturar a cidade. Após esta derrota, o Corpo cessou os seus ataques, exceto aqueles ao redor de Gospić em Lika, durante o resto do mês. Cinco dias depois que o JNA e os paramilitares da Guarda Sérvia perderam suas posições na cidade em 22 de setembro, o Corpo Knin capturou Lovinac .  As tropas do JNA reunidas perto do extremo sul da Croácia, no interior de Dubrovnik, consistiam em elementos do Corpo de Užice e Titograd . Não tinham avançado para solo croata até ao final de Setembro devido a problemas de mobilização na Bósnia e Herzegovina.   Em Banovina, o JNA capturou Petrinja em 21 de setembro, mas não conseguiu fazer mais progressos.  Devido ao fracasso da mobilização do JNA, a campanha planeada em Kordun limitou-se à consolidação das posições mantidas em torno de Karlovac.   Em 15 de setembro, a Marinha Iugoslava bloqueou os portos croatas do Adriático de Pula, Rijeka, Zadar, Split e Dubrovnik durante uma semana.  

### Objetivos reduzidos
No dia 30 de Setembro, o Estado-Maior do JNA reduziu os objectivos da campanha porque não seguiu o plano inicial e ficou atolado.   Os objectivos reduzidos exigiam acções ofensivas e defensivas, a imposição de derrotas decisivas às forças croatas na Dalmácia e na Eslavónia oriental, e ataques contra infra-estruturas vitais na Croácia, para obter um acordo sobre a evacuação das instalações sitiadas do JNA. Embora algumas unidades no terreno tenham começado a implementar as novas ordens no mesmo dia, estas não entraram em vigor completamente antes de 4 de Outubro.  Em 3 de Outubro, os representantes sérvios e montenegrinos na Presidência Iugoslava declararam que só eles se tinham tornado a presidência federal interina e assumiram o controlo do JNA.  Dois dias depois, o JNA solicitou à presidência que autorizasse uma mobilização geral das forças necessárias à campanha, mas Milošević recusou.  Em 9 de Outubro, o esforço do JNA foi considerado um fracasso. Os seus comandantes aceitaram formalmente o papel imposto ao JNA por Milošević e limitaram os seus objectivos estratégicos na Croácia à protecção das áreas povoadas pelos sérvios.  
O esforço do JNA para libertar o seu quartel de Vukovar transformou-se num cerco prolongado, atrasando 36.000 soldados e uma proporção significativa de unidades blindadas previstas para o ataque a Zagreb e Varaždin. Vukovar foi capturado em meados de novembro, mas a vitória provou ser de Pirro porque perturbou completamente a campanha geral. Durante a Batalha de Vukovar, o JNA aprovou formalmente o uso de voluntários paramilitares para preencher as suas fileiras.  Estes incluíam as Águias Brancas e a Guarda Voluntária Sérvia (SVG), que foram treinadas pelo Ministério do Interior da Sérvia.  Em 12 de Outubro, a presidência federal autorizou o JNA a recrutar voluntários, uma vez que cerca de 150.000 pessoas tinham emigrado da Iugoslávia, enquanto outras se refugiaram com amigos ou familiares para evitar o recrutamento do JNA.  Depois de capturar Vukovar, o 12º Corpo do JNA e o SVG avançaram para sudoeste através do Bosut em 15-16 de novembro,  e para oeste entre Vinkovci e Osijek, em 20 de novembro, mas as forças croatas — renomearam Exército Croata ( Hrvatska vojska – HV) nesse mês — continham os seus avanços.   Segundo o general Života Panić, comandante do 1º Distrito Militar do JNA na época, os objetivos imediatos dos avanços eram Osijek e Županja. 
Em Banovina, o JNA atingiu o rio Kupa e capturou toda a sua margem sul, exceto as cabeças de ponte do ZNG nas áreas de Nebojan, Sunja e Sisak, em 30 de setembro. Nenhum avanço adicional foi alcançado lá.  O JNA tentou um impulso adicional em direção à cabeça de ponte de Nebojan via Novi Farkašić em 17-18 de outubro, e outro em direção a Sunja em 2 de novembro, mas ambas as tentativas falharam.  No dia 4 de outubro, o JNA iniciou um ataque em Kordun, na área de Karlovac, empurrando o ZNG de volta para a área de Slunj dois dias depois. No dia 8 de outubro, atingiu as margens dos rios Kupa e Korana e a intensidade dos combates diminuiu.  O maior surto de hostilidades na área ocorreu de 4 a 5 de novembro, quando uma guarnição do JNA baseada em um subúrbio de Karlovac rompeu o cerco do ZNG na Batalha de Logorište e alcançou o território controlado pelo JNA a leste da cidade. Mais ao sul, o JNA capturou Slunj em 17 de novembro e Cetingrado em 29 de novembro, eliminando um bolsão de ZNG em Kordun.  A atividade do JNA em Lika limitou-se a bombardeios e ataques aéreos a Gospić e Otočac, com pico em 4 de outubro. 
Em 1º de outubro, o Corpo de exército JNA Banja Luka iniciou ataques de investigação no oeste da Eslavônia, pressagiando um grande esforço empregando a maior parte do corpo três dias depois. O avanço estabeleceu posições defensivas nos arredores de Novska e Nova Gradiška e capturou Jasenovac em 8 de outubro. Lipik e uma parte de Pakrac foram capturados quatro dias depois.  Nessa altura, a campanha do JNA na Eslavónia ocidental tinha perdido o seu ímpeto. 
No norte da Dalmácia, o Corpo de Knin atacou Zadar em 4 de outubro, alcançando seus arredores e levantando o cerco ZNG ao Quartel Šepurine no dia seguinte. O avanço foi bloqueado pela ZNG e uma trégua foi acordada em 7 de outubro. Dois dias depois, seguiu-se um acordo para evacuar as instalações do JNA em Zadar, incluindo o equipamento ali armazenado.  Mais ao sul, o Corpo de Titogrado do JNA e suas forças do Distrito Militar-Marítimo avançaram do leste da Herzegovina e da Baía de Kotor, e avançaram para leste e oeste de Dubrovnik em 1 de outubro, colocando o cerco da cidade até o final do mês.  O JNA foi apoiado pelo TO do Montenegro na área.  Embora as tropas croatas que defendiam a cidade fossem poucas,  a cidade resistiu, sustentando bombardeamentos cada vez mais intensivos de artilharia, naval e aéreo até que um cessar-fogo foi acordado na área em 7 de Dezembro. À medida que o cerco moldou a opinião internacional sobre a Guerra da Independência da Croácia, tornou-se um dos principais contribuintes para uma mudança em direção ao isolamento diplomático e econômico internacional da Sérvia e da Iugoslávia,  e resultou na criação de uma percepção da Sérvia e da Iugoslávia. como estado agressor. 
Os ataques do JNA a Dubrovnik e Zadar foram apoiados pela Marinha Iugoslava, que bloqueou a costa em mais duas ocasiões.  Em 3 de outubro, todos os navios ao largo da Croácia, exceto as linhas de ferry para Pag e as ilhas do Golfo de Kvarner, foram interrompidos. O bloqueio, exceto o de Dubrovnik, foi levantado em 11 de outubro. O bloqueio final, restringindo o acesso a Rijeka, Zadar, Šibenik e Split, além de Dubrovnik, começou em 8 de novembro.  Em 15 de novembro, a Marinha Iugoslava sofreu perdas quando atacou sem sucesso Split e a ilha de Brač.  O bloqueio iugoslavo no norte do Adriático terminou em 22 de Novembro, mas no sul do Adriático — exceto ao largo de Dubrovnik — foi levantado em 3 de Dezembro. 

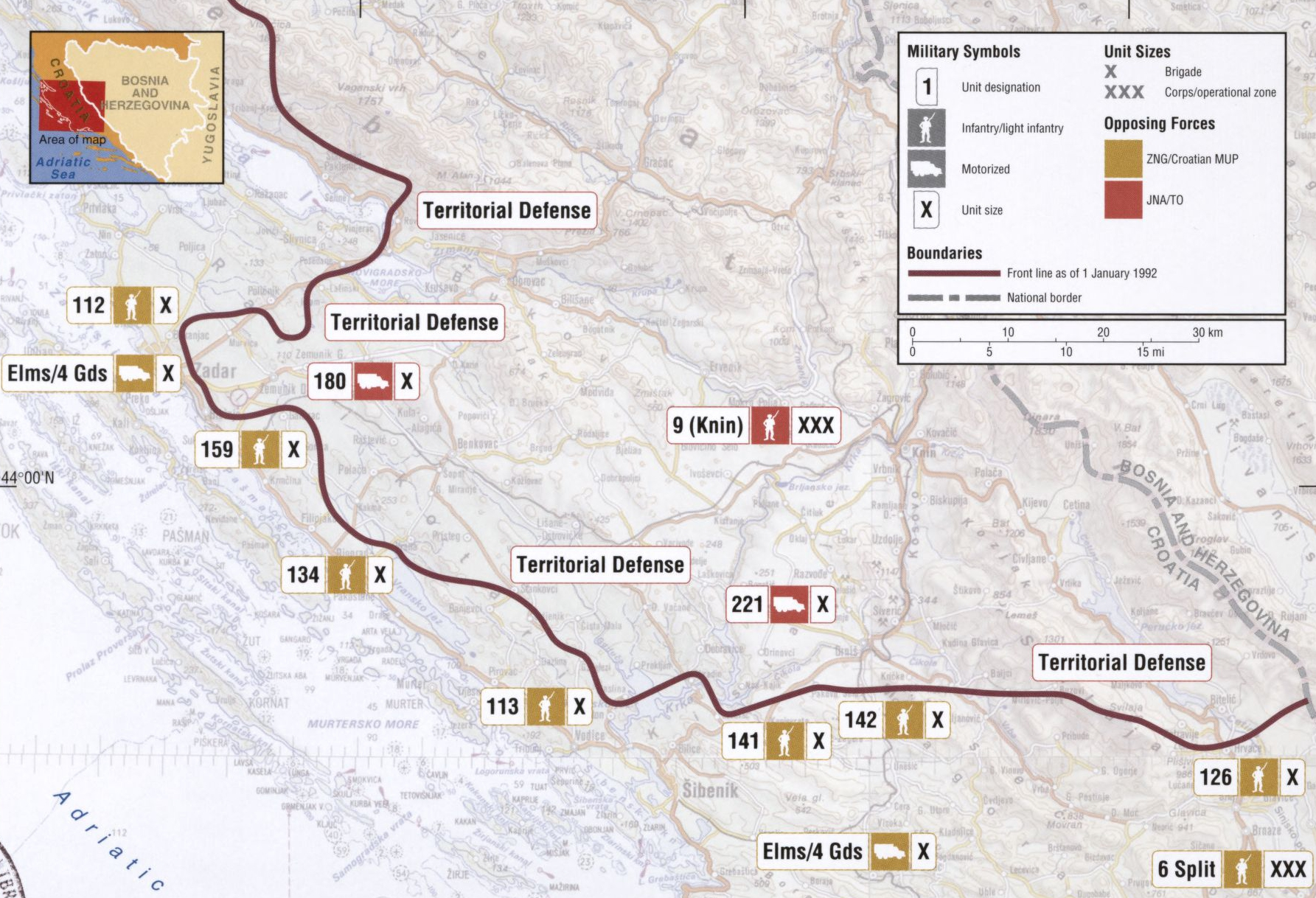
Mapa mostrando a situação no norte da Dalmácia, janeiro de 1992

### Contraofensiva croata
Em 8 de outubro, a Croácia declarou independência da Iugoslávia.  Embora a declaração tenha sido precedida no dia anterior por um ataque da Força Aérea Iugoslava ao gabinete presidencial em Zagreb,  as autoridades croatas consideraram que a situação de guerra já não era crítica. Esta avaliação foi seguida por uma ordem para preparar planos para uma contra-ofensiva em 12 de Outubro, e mais três ordens para iniciar operações ofensivas, que foram emitidas até 20 de Novembro.  Os planos envolviam conter o JNA ao sul de Osijek, avançar para o rio Bosut ao sul de Vinkovci, recapturar Jasenovac e a estrada Okučani-Lipik para proteger as montanhas Papuk e Psunj, avançar em direção a Petrinja, Glina, Slunj, Korenica e Gračac, recapturar Maslenica Ponte e a estrada Obrovac–Gračac, e parar o avanço JNA a noroeste de Dubrovnik. 
Os resultados mais significativos foram produzidos na Eslavónia ocidental, onde as forças croatas começaram a afastar o JNA de Grubišno Polje em direcção a Lipik em 31 de Outubro, e de Nova Gradiška em direcção a Okučani em 12 de Novembro.  Em meados de Novembro, outro avanço ao longo do eixo Novska-Okučani recapturou várias aldeias até 9 de Dezembro, enquanto Lipik foi recapturado pelas forças croatas — agora rebatizadas de HV — em 7 de Dezembro. As montanhas de Papuk e Bilogora, ao norte de Pakrac, onde a milícia croata sérvia não era apoiada pelo JNA, foram colocadas sob controle croata no mesmo período.  Uma ofensiva HV para recapturar a área de Okučani, codinome Operação Furacão-91, começou nos últimos dias de dezembro. A área foi atacada nas direções de Pakrac, Novska e Nova Gradiška. O esforço não fez nenhum progresso, exceto a oeste de Nova Gradiška – mas mesmo aí foi muito limitado.  Sob pressão internacional, Tuđman cancelou a ofensiva em 26 de dezembro. 
A segunda ofensiva significativa de HV foi a Operação Redemoinho, lançada através do rio Kupa em 11 de dezembro. O HV foi encarregado de avançar em direção a Glina, mas a operação falhou depois que uma ponte rasa foi estabelecida em dois dias.  Em Lika, as batalhas foram travadas por aldeias individuais, mas pouco progresso foi feito por ambos os lados.  O JNA capturou quatro aldeias ao sul de Osijek entre 21 de novembro e 16 de dezembro, mas as linhas de frente geralmente ficaram estáticas.  

## Consequências
A campanha do JNA na Croácia terminou num impasse, levando ambos os lados a aceitar um cessar-fogo supervisionado internacionalmente.  No final de Novembro, o JNA já não estava em posição de fazer avanços substanciais, enquanto Milošević recusava-se a prosseguir objectivos que já não considerava alcançáveis.  Entre setembro e dezembro de 1991, o HV capturou muitas armas e aumentou significativamente as suas capacidades. Em meados de janeiro de 1992, comandava 155.772 soldados e tinha à sua disposição 216 tanques, 127 outros veículos blindados e 1.108 peças de artilharia.  Embora as posições do JNA na Eslavónia ocidental estivessem à beira do colapso militar,  o HV lutou noutros lugares e os seus arsenais de munições foram esgotados, enquanto o embargo de armas da ONU impediu o seu rápido reabastecimento.  No final de 1991, o conflito matou 6.000 croatas. Outros 23 mil ficaram feridos e 400 mil tornaram-se pessoas deslocadas internamente (PDI).  Algumas fontes relatam que havia cerca de 600.000 deslocados internos.   Os 6.000 mortos incluem 3.761 soldados.  As perdas do JNA foram oficialmente relatadas em 1.279 mortos em combate, mas o número pode ter sido consideravelmente maior porque as vítimas foram consistentemente subnotificadas durante a guerra.  A contra-ofensiva HV na Eslavónia ocidental criou 20.000 refugiados sérvios. Eles fugiram da área quando o JNA ordenou a retirada das forças sérvias croatas,  e foram posteriormente instalados em Baranja, controlada pelo JNA. 
Em 1991 e no início de 1992, aproximadamente 18.000 cidadãos croatas estavam desaparecidos ou detidos pelo JNA ou pelos seus aliados. Aproximadamente 8.000 destes foram presos em campos de internamento na Sérvia, Montenegro, Bósnia e Herzegovina ou em território croata controlado pelo JNA. Os campos foram montados em Begejci, Stajićevo, Sremska Mitrovica, Niš, Aleksinac, Manjača, Banja Luka, Knin, Bučje, Beli Manastir, Negoslavci, Vukovar e Morinj. Aproximadamente 300 prisioneiros morreram enquanto detidos nos campos. A maioria dos prisioneiros foi libertada em agosto de 1992.  Desde maio de  2013, 1.703 eram pessoas ainda desaparecidas como resultado da campanha de 1991.  Ambos os lados cometeram inúmeras atrocidades durante o conflito. O mais significativo cometido pelas forças croatas foi o massacre de Gospić. As atrocidades cometidas pelas forças sérvias foram muito maiores em escala. Os mais significativos foram os cometidos em Kijevo, o assassinato de mais de 200 prisioneiros de guerra no rescaldo da Batalha de Vukovar e o bombardeamento de Dubrovnik.  Estes crimes de guerra foram posteriormente processados pelo Tribunal Penal Internacional para a ex-Iugoslávia, que foi criado em 1993 nos termos da Resolução 827 do Conselho de Segurança da ONU. 
As atrocidades levaram a Alemanha a conceder reconhecimento diplomático à Croácia em meados de Novembro. Superou a oposição à mudança do Reino Unido, França e Estados Unidos no final de Dezembro, e reconheceu formalmente a Croácia em 23 de Dezembro de 1991. A decisão alemã foi seguida pelo reconhecimento de outros estados-membros da CE em 15 de Janeiro de 1992. Os sérvios croatas, por sua vez, declararam o estabelecimento da República Sérvia de Krajina (RSK) em 21 de dezembro de 1991 em áreas controladas pelo JNA que compreendem aproximadamente 30% do território croata.   O RSK era inteiramente dependente da Sérvia económica e financeiramente. 
O impasse no campo de batalha permitiu a implementação do plano Vance —um resultado da missão diplomática à Iugoslávia do Enviado Especial do Secretário-Geral das Nações Unidas Cyrus Vance, auxiliado pelo diplomata dos Estados Unidos Herbert Okun,  e pelo Subsecretário-Geral das Nações Unidas para Assuntos Políticos Especiais Marrack Goulding.  O objetivo era produzir um fim negociado para as hostilidades na Croácia. O plano propunha um cessar-fogo, a proteção de civis em áreas específicas designadas como Áreas Protegidas da ONU e o envio de forças de manutenção da paz da ONU na Croácia. O plano foi endossado por Milošević, Kadijević e Tuđman,  e os três assinaram o Acordo de Genebra para esse efeito em Genebra, Suíça, em 23 de novembro de 1991.  O acordo previa o fim do bloqueio croata aos quartéis do JNA, a retirada do pessoal e equipamento do JNA da Croácia, a implementação de um cessar-fogo e a facilitação da entrega de ajuda humanitária.  As partes no acordo também concordaram com o envio de uma missão de manutenção da paz da ONU para a Croácia. A missão foi posteriormente autorizada através da Resolução 721 do Conselho de Segurança das Nações Unidas, de 27 de Novembro,  na sequência de um pedido formal para o envio de forças de manutenção da paz da ONU apresentado pelo governo jugoslavo no dia anterior.  O Acordo de Implementação, que garante o cessar-fogo necessário para o envio de forças de manutenção da paz, foi assinado pelo Ministro da Defesa croata, Gojko Šušak, e pelo vice-comandante do 5º Distrito Militar da JNA, General Andrija Rašeta, em Sarajevo, Bósnia e Herzegovina, a 2 de Janeiro. O cessar-fogo manteve-se geralmente depois de ter entrado em vigor em 3 de Janeiro, às 6 da tarde,   exceto na área de Dubrovnik,  onde o JNA permaneceu em posições ao redor da cidade e em Konavle até julho de 1992.  O bloqueio naval de Dubrovnik foi levantado em 26 de maio de 1992.  Como consequência de problemas organizacionais e de violações do acordo de cessar-fogo, o envio de forças de manutenção da paz da ONU só começou em 8 de Março.  O historiador Marko Attila Hoare acredita que o plano Vance salvou os rebeldes sérvios croatas da derrota. 